# Усадьба Кирьякова
Уса́дьба Кирьяко́ва — усадьба текстильного промышленника Григория Абрамовича Кирьякова, расположенная на улице Петровка Центрального административного округа Москвы. Была построена после 1781 года, по одной из версий архитектором выступал Матвей Казаков, по другой — один из его учеников. По состоянию на 2017-й строение находилось в ведомстве Страховой компании правоохранительных органов и отдела МВД России по борьбе с киберпреступностью.

## Строительство и использование

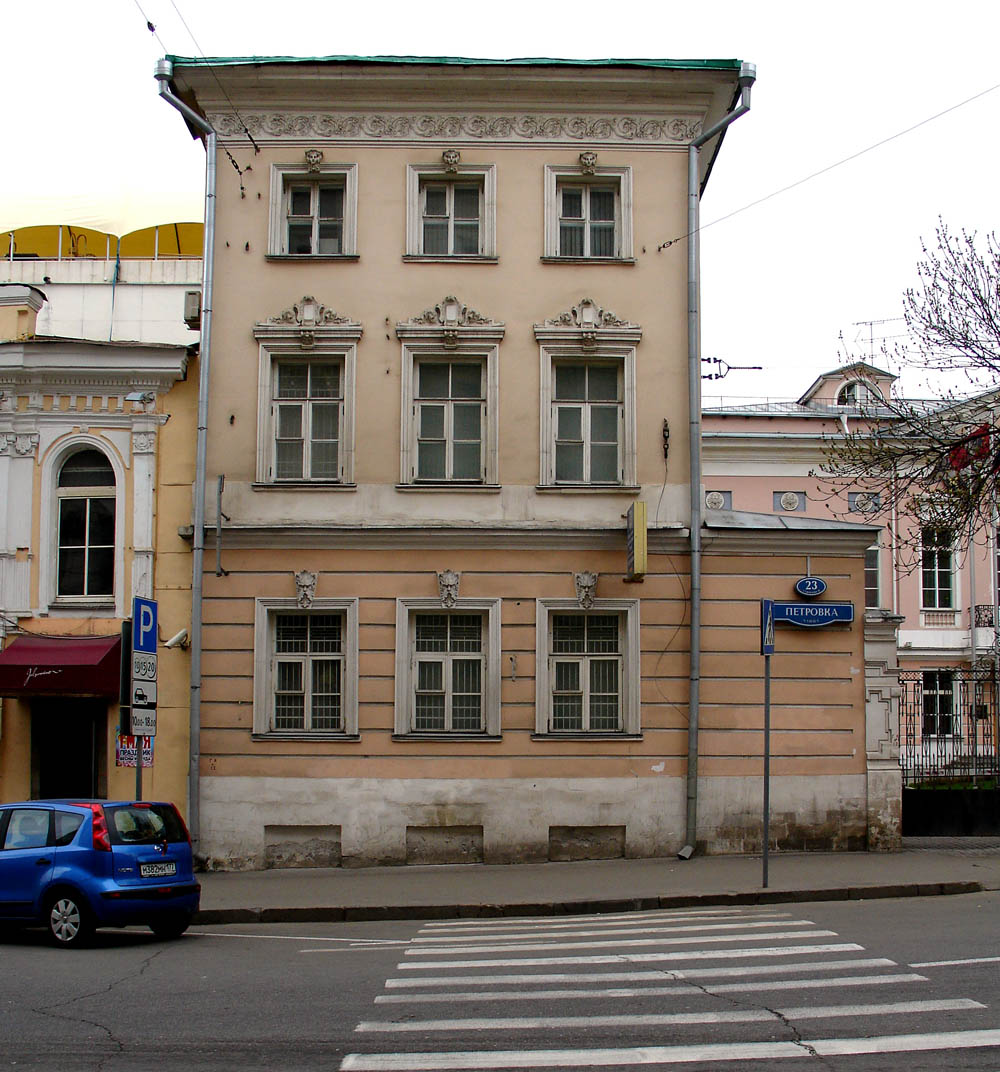
Левый флигель усадьбы Кирьякова, 2007 год

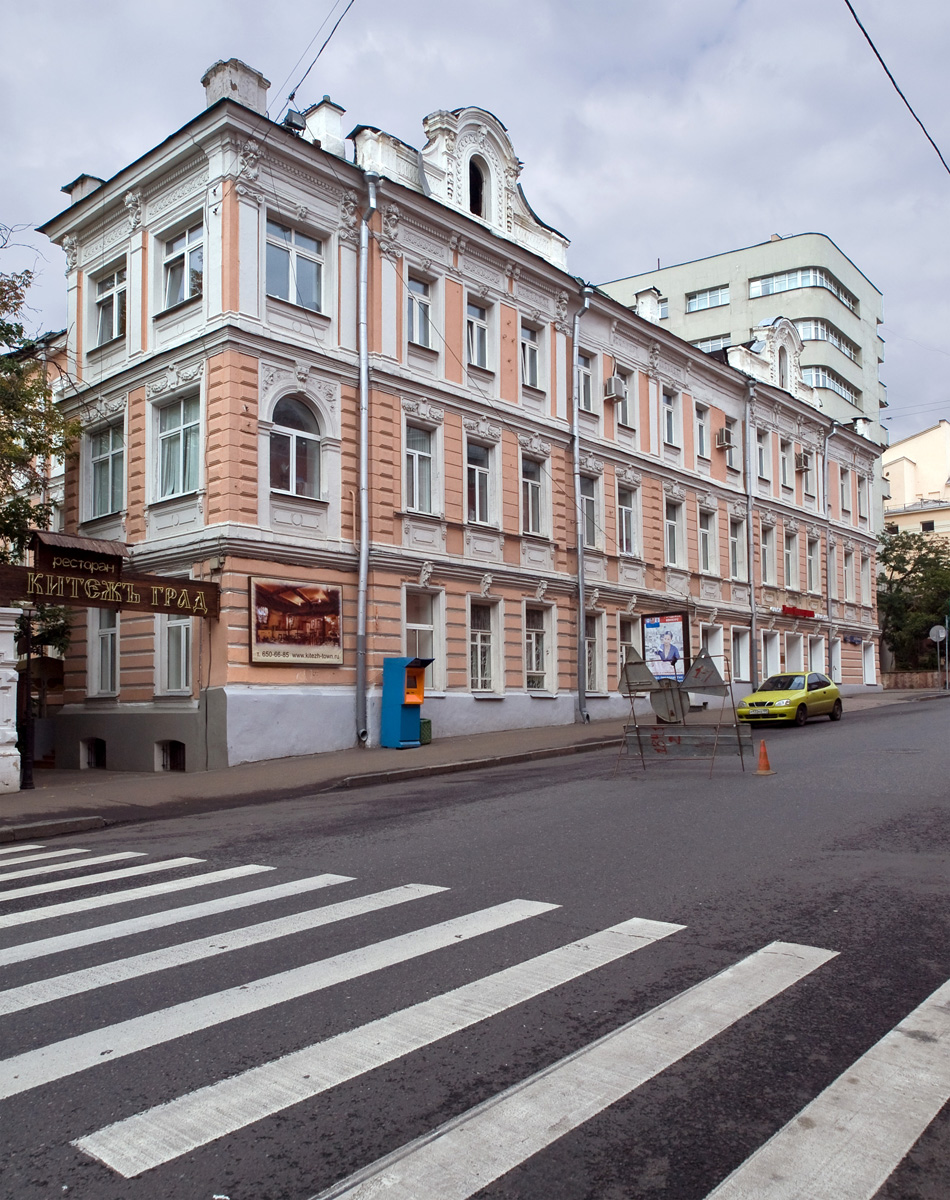
Правый флигель усадьбы Кирьякова, 2009 год

Во второй половине XVIII века территория у пересечения Петровки и Петровского переулка перешла в собственность владельца текстильных фабрик Григория Абрамовича Кирьякова. Известно, что он также продавал саженцы и семена растений, о чём давал объявления в московские газеты. Согласно одним данным, его московскую усадьбу возвели под руководством Матвея Казакова, но ряд исследователей полагает, что архитектором выступал один из его учеников. Тем не менее Казаков включил проект в свои архитектурные альбомы партикулярных строений как образец усадьбы в стиле классицизм. Здание возвели после 1781 года на основе старых построек, располагавшихся торцом к улице. Главный фасад нового дома был обращён в сторону Петровки, к боковым частям строения примыкали каменные флигели. За усадьбой находился большой сад с прудом и оранжереями.
В XIX веке со стороны Петровского переулка к правому флигелю усадьбы пристроили доходный дом. Предположительно, работами руководил архитектор Павел Иванович Гаудринг. Позднее строение выделилось в самостоятельное владение, принадлежавшее Е. Н. Татищевой, затем — И. М. Кабанову.

В 1840-х годах (по другим данным — десятилетием ранее) усадьба Кирьякова перешла в собственность коллекционера Павла Карабанова, который разместил в особняке своё собрание антиквариата. В этот период в доме на Петровке гостили историки Михаил Погодин, Пётр Долгоруков, Иван Снегирёв, литературный критик Степан Шевырёв и другие общественные деятели. Погодин так описывал коллекцию Карабанова: 
Глазам своим не верил я, видя перед собою многочисленные сокровища, собранные с таким знанием дела и в такой полноте, сохраняемые в таком порядке: сосуды, чаши, братины, чарки, ложки, образа, кресты, серьги, перстни, медали, монеты, рукописи, столбцы, рисунки, книги, автографы, портреты. Взоры мои перебегали от одних предметов к другим, и я не знал, на чем остановиться, так все любопытно, важно, ново.
После смерти Карабанова в 1851 году часть его коллекции передали в фонды Оружейной палаты, а собрание книг распределили между Санкт-Петербургской публичной библиотекой и библиотекой Московского университета. Усадьба на Петровке перешла в собственность архивиста Михаила Оболенского. Известно, что в разное время в здании также проживали учёный-терапевт К. М. Павлинов, артист театра Корша В. А. Сашин, врач Н. Н. Оболенский. Во дворе усадьбы действовало «скульптурное заведение» Г. В. Кавыкова.
С сентября 1892 года во флигеле особняка действовала первая в Москве «зубоврачебная школа» под руководством стоматолога Ильи Матвеевича Коварского. Вскоре организация переехала в собственное здание в Каретном ряду и к 1905-му была упразднена. Через три года часть помещений в усадьбе Кирьякова заняла Третья московская зубоврачебная школа. Также в доме действовала лечебница Цандеровского института, где проводили лечение по методике физиотерапевта Густава Цандера, разработавшего аппараты для механотерапевтического массажа.
В начале XX века в усадьбе жил купец Христофор Леденцов. Он завещал своё имущество Обществу содействия успехам опытных наук, которое основал в 1909 году. Организация обеспечивала финансовую поддержку учёным и исследователям, среди которых были Иван Павлов, Николай Жуковский, Пётр Лебедев и другие.
После Октябрьской революции бывшую усадьбу Кирьякова передали в ведение физиотерапевтической поликлиники Мосздавотдела, где лечились культурные и общественные деятели. По свидетельству актрисы Галины Белоцерковской, в государственные праздники артисты устраивали импровизированные театрализованные концерты в конференц-зале. В разное время на мероприятиях выступали Сергей Образцов, Аркадий Райкин, Алла Тарасова, Лев Миров, Марк Новицкий и другие. В этот период часть дома занимали съёмные квартиры, где проживали актриса Московского Художественного театра Мария Роксанова и драматург Леонид Субботин.
Во времена перестройки здание находилось в ведении медицинского кооператива «Оздоровление». В 1995-м бывшую усадьбу Кирьякова признали объектом культурного наследия федерального значения, и к 850-летию Москвы главный корпус особняка отреставрировали. С конца 1990-х годов часть здания занимал отдел МВД по борьбе с киберпреступностью. В 2002-м фасады усадьбы обновили, вернув им первоначальную расцветку. После работ комплекс перешёл в ведение Страховой компании правоохранительных органов МВД России, усадьба открыта для посещения два раза в год в рамках проекта «Дни исторического и культурного наследия». В 2009 году в некоторые СМИ появилась информация об обрушении стены усадьбы Кирьякова в ходе реконструкции, однако источники в правоохранительных органах сообщили, что инцидент произошёл в одном из соседних домов. Через четыре года бывший доходный дом Кирьякова—Татищевой в Петровском переулке расселили и реконструировали под руководством проектировочного института  «МосжилНИИпроект» для дальнейшей перепродажи инвесторам.